# Juri Takahashi
Juri Takahashi (高橋 朱里, Takahashi Juri), née le 3 octobre 1997 à Kashima (Japon), est une chanteuse japonaise.

## Biographie
Entre 2019 et 2024, elle était membre de Rocket Punch ; auparavant elle faisait partie d'AKB48 depuis 2011,.